# 罗静予
罗静予（1911年—1970年），男，四川成都人，中国电影技术专家，曾任中国电影制片厂厂长，中华人民共和国文化部电影局技术委员会副主任、制片处处长，中国电影器材公司经理等职。

## 家庭
妻子是电影明星黎莉莉。二人育有两个子女。
- 子：罗抗生（即罗丹，摄影师）
  - 儿媳：葉向真
- 女：罗小玲（中国儿童电影制片厂导演）
  - 女婿：潘锦元，摄影师
  - 外孫女：潘婕，罗小玲之女